# Poniczanka
Poniczanka – potok, dopływ Raby. Płynie przez Ponice i Rabkę-Zdrój w województwie małopolskim, w powiecie nowotarskim, w gminie Rabka-Zdrój.
Poniczanka wypływa kilkoma ciekami w dolinie po zachodniej stronie głównego grzbietu Gorców, pomiędzy szczytami Stare Wierchy i Mnisko. Spływa początkowo w kierunku zachodnim, następnie północno-zachodnim przez Ponice i wypływa na Kotlinę Rabczańską w miejscowości Rabka-Zdrój. W tej ostatniej miejscowości uchodzi do Raby jako jej prawy dopływ. Następuje to w centrum Rabki-Zdroju, na wysokości około 485 m n.p.m. Nazwa potoku pochodzi od miejscowości Ponice, w której ma on swoje źródła.
Zlewnia Poniczanki ma powierzchnię 33,1 km², długość potoku wynosi 10 km, a średni spadek 41 m/km. Kształt i nachylenie zlewni sprzyja spływowi powierzchniowemu wód i powoduje, że fale wezbraniowe po większych opadach są silne i krótkotrwałe
Poniczanka zbiera wody z północnych zboczy zachodniego krańca Gorców. Zbocza doliny Poniczanki tworzą dwa grzbiety odchodzące od Starych Wierchów. Orograficznie lewy biegnie w południowo-zachodnim kierunku przez Jaworzynę, Skałkę i Obidową do Kułakowego Wierchu, na którym zmienia kierunek na północno-zachodni i opada przez Piątkową Górę do Krzywonia. Z tego grzbietu spływają do Poniczanki kolejno potoki: Polański, Gawłów, Rdzawianka, Papieżów i Pocieszna Woda. Zbocza prawe tworzy północno-zachodni grzbiet Starych Wierchów opadający poprzez Jaworzynę Ponicką, Bardo i Maciejową do Tatarowa. Z tego grzbietu do Poniczanki spływają potoki: Potok za Twarogiem, Sołtysi, Worwów, Filasów i Gorzki Potok.